# Serie A1 1991-1992 (pallamano maschile)
La Serie A1 1991-1992 è stata la 23ª edizione del torneo di primo livello del campionato italiano di pallamano maschile.

Esso venne organizzato dalla Federazione Italiana Giuoco Handball.

Il torneo fu vinto dal Sudtiroler Sportverein Brixen per la 2ª volta nella sua storia.

A retrocedere in serie A2 furono lo Sportclub Meran Handball e l'Unione Sportiva Mordano 1978.

## Formula del torneo

### Stagione regolare
Il campionato si svolse tra 12 squadre che si affrontarono in una fase iniziale con la formula del girone unico all'italiana con partite di andata e ritorno.

Per ogni incontro i punti assegnati in classifica sono così determinati:
- due punti per la squadra che vinca l'incontro;
- un punto per il pareggio;
- zero punti per la squadra che perda l'incontro.

Al termine della stagione regolare si qualificarono per i play off scudetto le squadre classificate dal 1º al 10º posto; le squadre classificate dall'11º al 12º posto furono retrocesse in serie A2.

### Play off scudetto
Le squadre classificate dal 1º al 10º posto in serie A1 e dal 1º al 4º posto in serie A2 alla fine della stagione regolare parteciparono ai play off scudetto, che si disputarono con la formula ad eliminazione diretta dagli ottavi di finale in poi, al meglio di due gare su tre.
La squadra 1ª classificata al termine dei play off fu proclamata campione d'Italia.

### Play-out
I play-out furono divisi in due fasi.
- La prima fase fu disputata dalle sei squadre uscite sconfitte dal turno di qualificazione dei play off scudetto e furono organizzate con la formula dell'eliminazione diretta in turno unico; le vincenti furono salve mentre le sconfitte disputarono la seconda fase.
- La seconda fase fu disputata dalle tre squadre sconfitte in prima fase dei play out: fu disputato un girone all'italiana di sola andata tra le partecipanti; al termine l'ultima classificata fu retrocessa in serie A2.

## Squadre partecipanti
| Città           | Club                          | Palasport | Sponsor     | Stagione precedente      |
| --------------- | ----------------------------- | --------- | ----------- | ------------------------ |
| Bologna         | Handball Club Bologna 1969    |           |             | 8ª in Serie A1 1990-1991 |
| Bressanone (BZ) | Südtiroler Sportverein Brixen |           | Birra Forst | Campione d'Italia        |
| Enna            | Pallamano Haenna              |           |             | Serie A2 1990-1991       |
| Gaeta (LT)      | Sporting Club Gaeta           |           |             | 7ª in Serie A1 1990-1991 |
| Merano (BZ)     | Sportclub Meran Handball      |           | Volksbank   | Serie A2 1990-1991       |
| Modena          | Pallamano Modena              |           |             | 6ª in Serie A1 1990-1991 |
| Mordano (BO)    | unione Sportiva Mordano 1978  |           | Panazza     | Serie A2 1990-1991       |
| Prato           | Pallamano Prato               |           |             | 9ª in Serie A1 1990-1991 |
| Roma            | S.S. Lazio Pallamano          |           |             | 5ª in Serie A1 1990-1991 |
| Rubiera (RE)    | Pallamano Rubiera             |           | C.L.F.      | 3ª in Serie A1 1990-1991 |
| Siracusa        | Ortigia Siracusa              |           |             | 1ª in Serie A1 1990-1991 |
| Trieste         | Pallamano Trieste             |           |             | 4ª in Serie A1 1990-1991 |

## Classifica
|  | Pos. | Squadra      | Pt | G  | V  | N | S  | GF  | GS  | D    | Note                                        |
|  | ---- | ------------ | -- | -- | -- | - | -- | --- | --- | ---- | ------------------------------------------- |
|  | 1.   | Trieste      | 38 | 22 | 19 | 0 | 3  | 506 | 397 | +109 | Qualificato alla Coppa delle Coppe 1992-93  |
|  | 2.   | Brixen       | 36 | 22 | 17 | 2 | 3  | 469 | 386 | +83  | Qualificato alla Coppa dei Campioni 1992-93 |
|  | 3.   | Ortigia      | 30 | 22 | 14 | 2 | 6  | 476 | 446 | +30  | Qualificato alla IHF Cup 1992-93            |
|  | 4.   | Lazio        | 26 | 22 | 10 | 6 | 6  | 499 | 460 | +39  |                                             |
|  | 5.   | Rubiera      | 23 | 22 | 10 | 3 | 9  | 491 | 473 | +18  |                                             |
|  | 6.   | Prato        | 22 | 22 | 9  | 4 | 9  | 485 | 521 | -36  |                                             |
|  | 7.   | Bologna 1969 | 21 | 22 | 9  | 3 | 10 | 445 | 433 | +22  |                                             |
|  | 8.   | Gaeta        | 20 | 22 | 9  | 2 | 11 | 381 | 400 | -19  |                                             |
|  | 9.   | Modena       | 19 | 22 | 9  | 1 | 12 | 434 | 445 | -11  |                                             |
|  | 10.  | Haenna       | 16 | 22 | 7  | 2 | 13 | 492 | 555 | -63  |                                             |
|  | 11.  | Meran        | 9  | 22 | 4  | 1 | 17 | 431 | 492 | -61  | Retrocesso in Serie A2 1992-93              |
|  | 12.  | Mordano      | 4  | 22 | 1  | 2 | 19 | 374 | 475 | -101 | Retrocesso in Serie A2 1992-93              |

## Play off scudetto

### Tabellone principale
| Ottavi di finale | Ottavi di finale | Ottavi di finale | Ottavi di finale | Ottavi di finale |  |  | Quarti di finale | Quarti di finale | Quarti di finale | Quarti di finale | Quarti di finale |  |  | Semifinali | Semifinali | Semifinali | Semifinali | Semifinali |  |  | Finale | Finale  | Finale | Finale | Finale | Finale | Finale |
|                  |                  |                  |                  |                  |  |  |                  |                  |                  |                  |                  |  |  |            |            |            |            |            |  |  |        |         |        |        |        |        |        |
| 1                | Trieste          |                  |                  |                  |  |  |                  |                  |                  |                  |                  |  |  |            |            |            |            |            |  |  |        |         |        |        |        |        |        |
|                  | bye              |                  |                  |                  |  |  |                  | Trieste          | 37               | 24               |                  |  |  |            |            |            |            |            |  |  |        |         |        |        |        |        |        |
| 1A2              | Conversano       |                  |                  |                  |  |  | Conversano       | 21               | 23               |                  |                  |  |  |            |            |            |            |            |  |  |        |         |        |        |        |        |        |
|                  | bye              |                  |                  |                  |  |  |                  |                  |                  |                  |                  |  |  |            | Trieste    | 29         | 18         | 26         |  |  |        |         |        |        |        |        |        |
| 4                | Lazio            | 30               | 18               | 29               |  |  |                  |                  |                  |                  |                  |  |  |            | Lazio      | 29         | 18         | 23         |  |  |        |         |        |        |        |        |        |
| 2A2              | SEF Bologna      | 28               | 21               | 19               |  |  |                  | Lazio            | 24               | 17               | 20               |  |  |            |            |            |            |            |  |  |        |         |        |        |        |        |        |
| 5                | Rubiera          | 27               | 22               | 25               |  |  | Rubiera          | 23               | 21               | 19               |                  |  |  |            |            |            |            |            |  |  |        |         |        |        |        |        |        |
| 10               | Haenna           | 21               | 23               | 21               |  |  |                  |                  |                  |                  |                  |  |  |            |            |            |            |            |  |  |        | Trieste | 19     | 23     | 21     |        |        |
| 2                | Brixen           | 31               | 25               |                  |  |  |                  |                  |                  |                  |                  |  |  |            |            |            |            |            |  |  |        | Brixen  | 20     | 28     | 23     |        |        |
| 3A2              | Estense Ferrara  | 15               | 17               |                  |  |  |                  | Brixen           | 17               | 30               |                  |  |  |            |            |            |            |            |  |  |        |         |        |        |        |        |        |
| 7                | Bologna 1969     | 23               | 17               |                  |  |  | Bologna 1969     | 15               | 18               |                  |                  |  |  |            |            |            |            |            |  |  |        |         |        |        |        |        |        |
| 8                | Gaeta            | 17               | 17               |                  |  |  |                  |                  |                  |                  |                  |  |  |            | Brixen     | 19         | 23         | 20         |  |  |        |         |        |        |        |        |        |
| 3                | Ortigia          | 30               | 23               |                  |  |  |                  |                  |                  |                  |                  |  |  |            | Ortigia    | 17         | 25         | 14         |  |  |        |         |        |        |        |        |        |
| 4A2              | C.S. Esercito    | 25               | 23               |                  |  |  |                  | Ortigia          | 31               | 24               | 26               |  |  |            |            |            |            |            |  |  |        |         |        |        |        |        |        |
| 6                | Prato            | 29               | 20               |                  |  |  | Modena           | 21               | 26               | 20               |                  |  |  |            |            |            |            |            |  |  |        |         |        |        |        |        |        |
| 9                | Modena           | 30               | 20               |                  |  |  |                  |                  |                  |                  |                  |  |  |            |            |            |            |            |  |  |        |         |        |        |        |        |        |

### Risultati

#### Ottavi di finale
| Squadra 1    | Squadra 2         | Gara 1     | Gara 2  | Gara 3  |
| ------------ | ----------------- | ---------- | ------- | ------- |
| Lazio        | Gymnasium Bologna | Roma       | Bologna | Roma    |
| Lazio        | Gymnasium Bologna | 30 - 28    | 18 - 21 | 29 - 19 |
| Rubiera      | Haenna            | Rubiera    | Enna    | Rubiera |
| Rubiera      | Haenna            | 27 - 21    | 22 - 23 | 25 - 21 |
| Prato        | Modena            | Prato      | Modena  |         |
| Prato        | Modena            | 29 - 30    | 20 - 20 |         |
| Ortigia      | C.S. Esercito     | Siracusa   | Roma    |         |
| Ortigia      | C.S. Esercito     | 30 - 25    | 23 - 23 |         |
| Bologna 1969 | Gaeta             | Bologna    | Gaeta   |         |
| Bologna 1969 | Gaeta             | 23 - 17    | 17 - 17 |         |
| Brixen       | Estense Ferrara   | Bressanone | Ferrara |         |
| Brixen       | Estense Ferrara   | 31 - 15    | 25 - 17 |         |

#### Quarti di finale
| Squadra 1 | Squadra 2    | Gara 1     | Gara 2     | Gara 3   |
| --------- | ------------ | ---------- | ---------- | -------- |
| Trieste   | Conversano   | Trieste    | Conversano |          |
| Trieste   | Conversano   | 37 - 21    | 24 - 23    |          |
| Brixen    | Bologna 1969 | Bressanone | Bologna    |          |
| Brixen    | Bologna 1969 | 17 - 15    | 30 - 18    |          |
| Lazio     | Rubiera      | Roma       | Rubiera    | Roma     |
| Lazio     | Rubiera      | 24 - 23    | 17 - 21    | 20 - 19  |
| Ortigia   | Modena       | Siracusa   | Modena     | Siracusa |
| Ortigia   | Modena       | 31 - 21    | 24 - 26    | 26 - 20  |

#### Semifinali
| Squadra 1 | Squadra 2 | Gara 1     | Gara 2   | Gara 3     |
| --------- | --------- | ---------- | -------- | ---------- |
| Trieste   | Lazio     | Trieste    | Roma     | Trieste    |
| Trieste   | Lazio     | 29 - 29    | 18 - 18  | 26 - 23    |
| Brixen    | Ortigia   | Bressanone | Siracusa | Bressanone |
| Brixen    | Ortigia   | 19 - 17    | 23 - 25  | 20 - 14    |

#### Finale 1º/2º posto
| Squadra 1 | Squadra 2 | Gara 1  | Gara 2     | Gara 3  | Gara 4 | Gara 5 |
| --------- | --------- | ------- | ---------- | ------- | ------ | ------ |
| Trieste   | Brixen    | Trieste | Bressanone | Trieste |        |        |
| Trieste   | Brixen    | 19 - 20 | 23 - 28    | 21 - 23 |        |        |

#### Finale 3º/4º posto
| Squadra 1 | Squadra 2 | Gara 1   | Gara 2  | Gara 3 |
| --------- | --------- | -------- | ------- | ------ |
| Ortigia   | Lazio     | Siracusa | Roma    |        |
| Ortigia   | Lazio     | 33 - 27  | 22 - 22 |        |

## Play-out

### Primo turno
| Squadra 1 | Squadra 2         | Gara 1  | Gara 2  | Gara 3 |
| --------- | ----------------- | ------- | ------- | ------ |
| Gaeta     | Estense Ferrara   | Gaeta   | Ferrara |        |
| Gaeta     | Estense Ferrara   | 23 - 18 | 21 - 16 |        |
| Prato     | C.S. Esercito     | Prato   | Roma    |        |
| Prato     | C.S. Esercito     | 28 - 21 | 30 - 26 |        |
| Haenna    | Gymnasium Bologna | Enna    | Bologna |        |
| Haenna    | Gymnasium Bologna | 36 - 26 | 18 - 18 |        |

### Secondo turno
| Squadra 1         | Squadra 2         | Risultato |
| ----------------- | ----------------- | --------- |
| Gymnasium Bologna | C.S. Esercito     | Bologna   |
| Gymnasium Bologna | C.S. Esercito     | 31 - 26   |
| C.S. Esercito     | Estense Ferrara   | Roma      |
| C.S. Esercito     | Estense Ferrara   | 30 - 22   |
| Estense Ferrara   | Gymnasium Bologna | Ferrara   |
| Estense Ferrara   | Gymnasium Bologna | 20 - 23   |

|  | Pos. | Squadra           | Pt | G | V | N | S | GF | GS | D   | Note                           |
|  | ---- | ----------------- | -- | - | - | - | - | -- | -- | --- | ------------------------------ |
|  | 1.   | Gymnasium Bologna | 4  | 2 | 2 | 0 | 0 | 54 | 46 | +8  | Promosso in Serie A1 1992-93   |
|  | 2.   | C.S. Esercito     | 2  | 2 | 1 | 0 | 1 | 56 | 53 | +3  | Retrocesso in Serie A2 1992-93 |
|  | 3.   | Estense Ferrara   | 0  | 2 | 0 | 0 | 2 | 42 | 53 | -11 | Retrocesso in Serie A2 1992-93 |

## Campioni
| Campione d'Italia 1991-1992             |
| --------------------------------------- |
| Sudtiroler Sportverein Brixen 2º titolo |